# Campionat dels Països Baixos de ciclisme en contrarellotge

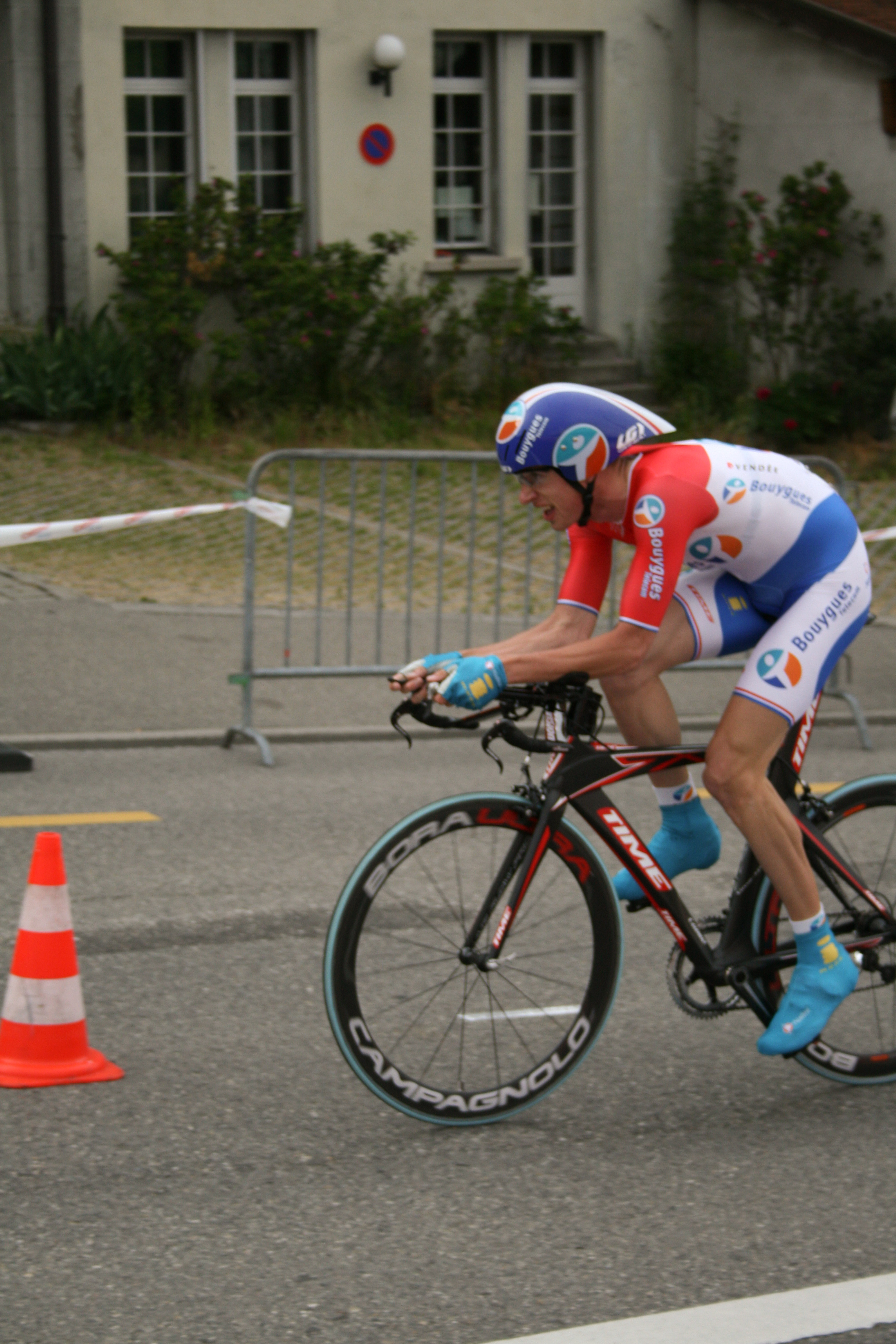
Stef Clement amb el mallot de campió dels Països Baixos

El Campionat dels Països Baixos de ciclisme en contrarellotge s'organitza anualment des de l'any 1991 per determinar el campió ciclista d'Itàlia en la modalitat.
El títol s'atorga al vencedor d'una única carrera, en la modalitat de contrarellotge individual. El vencedor obté el dret a portar un mallot amb els colors de la neerlandesa fins al campionat de l'any següent quan disputa proves de contrarellotge.

## Palmarès masculí
| Any  | Primer             | Segon               | Tercer             |
| 1991 | Bart Voskamp       | Leon van Bon        | Servais Knaven     |
| 1992 | Arnold Stam        | Patrick van Dijken  | Jos Wolfkamp       |
| 1993 | Jos Wolfkamp       | Jaap Ten Kortenaar  | Pelle Kil          |
| 1994 | Mario Gutte        | Jos Wolfkamp        | Jaap Ten Kortenaar |
| 1995 | Erik Breukink      | Frans Maassen       | Patrick van Dijken |
| 1996 | Erik Dekker        | Danny Nelissen      | Jelle Nijdam       |
| 1997 | Erik Breukink      | Erik Dekker         | Servais Knaven     |
| 1998 | Patrick Jonker     | Servais Knaven      | Wilco Zuyderwijk   |
| 1999 | Bart Voskamp       | Erik Dekker         | Renger Ypenburg    |
| 2000 | Erik Dekker        | Servais Knaven      | Maarten den Bakker |
| 2001 | Bart Voskamp       | Remco van der Ven   | Jan van Velzen     |
| 2002 | Erik Dekker        | Servais Knaven      | Paul van Schalen   |
| 2003 | Maarten den Bakker | Bart Voskamp        | Servais Knaven     |
| 2004 | Thomas Dekker      | Joost Posthuma      | Bart Voskamp       |
| 2005 | Thomas Dekker      | Erik Dekker         | Michiel Elijzen    |
| 2006 | Stef Clement       | Erik Dekker         | Joost Posthuma     |
| 2007 | Stef Clement       | Michiel Elijzen     | Rick Flens         |
| 2008 | Lars Boom          | Joost Posthuma      | Koen de Kort       |
| 2009 | Stef Clement       | Koos Moerenhout     | Rick Flens         |
| 2010 | Jos van Emden      | Koos Moerenhout     | Lieuwe Westra      |
| 2011 | Stef Clement       | Jens Mouris         | Martijn Keizer     |
| 2012 | Lieuwe Westra      | Lars Boom           | Niki Terpstra      |
| 2013 | Lieuwe Westra      | Niki Terpstra       | Tom Dumoulin       |
| 2014 | Tom Dumoulin       | Sebastian Langeveld | Jos van Emden      |
| 2015 | Wilco Kelderman    | Rick Flens          | Jos van Emden      |
| 2016 | Tom Dumoulin       | Jos van Emden       | Wilco Kelderman    |
| 2017 | Tom Dumoulin       | Stef Clement        | Robert Gesink      |
| 2018 | Dylan van Baarle   | Niki Terpstra       | Wilco Kelderman    |
| 2019 | Jos Van Emden      | Sebastian Langeveld | Dylan van Baarle   |
| 2021 | Tom Dumoulin       | Sebastian Langeveld | Koen Bouwman       |
| 2022 | Bauke Mollema      | Tom Dumoulin        | Daan Hoole         |
| 2023 | Jos Van Emden      | Daan Hoole          | Sjoerd Bax         |
| 2024 | Daan Hoole         | Mick van Dijke      | Sjoerd Bax         |
| 2025 | Daan Hoole         | Dylan van Baarle    | Axel van der Tuuk  |

### Palmarès sub-23
| Any  | Primer                  | Segon             | Tercer                |
| 1997 | Daniël van Elven        | Remco van der Ven | Angelo van Melis      |
| 1998 | Marcel Duijn            | Huub Bres         | Coen Boerman          |
| 1999 | Remmert Wielinga        | Rick Pieterse     | Vincent van der Kooij |
| 2000 | Remmert Wielinga        | Jens Mouris       | Roel Egelmeers        |
| 2001 | Mart Louwers            | Jens Mouris       | Michiel Elijzen       |
| 2002 | Stef Clement            | Niels Scheuneman  | Rick Flens            |
| 2003 | Thomas Dekker           | Niels Scheuneman  | Joost Posthuma        |
| 2004 | Thom van Dulmen         | Michiel Elijzen   | Mathieu Heijboer      |
| 2005 | Thom van Dulmen         | Levi Heimans      | Tom Stamsnijder       |
| 2006 | Kai Reus                | Lars Boom         | Niki Terpstra         |
| 2007 | Lars Boom               | Jos van Emden     | Ronan van Zandbeek    |
| 2008 | Emmanuel van Ruitenbeek | Martijn Keizer    | Dennis van Winden     |
| 2009 | Dennis van Winden       | Steven Kruijswijk | Martijn Keizer        |
| 2010 | Martijn Keizer          | Jasper Hamelink   | Marc Goos             |
| 2011 | Wilco Kelderman         | Jasper Hamelink   | Marc Goos             |
| 2012 | Peter Koning            | Bob Schoonbroodt  | Marc Goos             |
| 2013 | Dylan van Baarle        | Sjors Roosen      | Martijn Tusveld       |
| 2014 | Steven Lammertink       | Mike Teunissen    | Tim Rodenburg         |
| 2015 | Steven Lammertink       | Martijn Tusveld   | Tim Rodenburg         |
| 2016 | Tim Rodenburg           | Pascal Eenkhoorn  | Jan Willem Van Schip  |
| 2017 | Julius van den Berg     | Pascal Eenkhoorn  | Bas Tietema           |
| 2018 | Hartthijs De Vries      | Nils Eekhoff      | Daan Hoole            |
| 2019 | Daan Hoole              | Wessel Krul       | Nils Sinschek         |
| 2021 | Mick van Dijke          | Tim van Dijke     | Marijn van den Berg   |
| 2022 | Axel van der Tuuk       | Mike Vliek        | Enzo Leijnse          |
| 2023 | Enzo Leijnse            | Bodi del Grosso   | Axel van der Tuuk     |
| 2024 | Wessel Mouris           | Pepijn Veenings   | Elmar Abma            |
| 2025 | Rik van der Wal         | Pepijin Veenings  | Sjors Lugthart        |

## Palmarès femení
| Any  | Primer                        | Segon                         | Tercer                   |
| 1991 | Ingrid Haringa                | Astrid Schop                  | Monique Knol             |
| 1992 | Lenie Dijkstra                | Natascha den Ouden            | Els Koolloos             |
| 1993 | Petra Grimbergen              | Ingrid Haringa                | Natascha den Ouden       |
| 1994 | Maria Jongeling               | Daniëlle Overgaag             | Natascha den Ouden       |
| 1995 | Jet Jongeling                 | Maria Jongeling               | Natascha den Ouden       |
| 1996 | Willeke van der Weide         | Nicole Vermast                | Jet Jongeling            |
| 1997 | Leontien Zijlaard-van Moorsel | Mariëlle van Scheppingen      | Chantal Beltman          |
| 1998 | Leontien Zijlaard-van Moorsel | Mariëlle van Scheppingen      | Yvonne Brunen            |
| 1999 | Leontien Zijlaard-van Moorsel | Anouska van der Zee           | Sonja van Kuijk          |
| 2000 | Leontien Zijlaard-van Moorsel | Mariëlle van Scheppingen      | Mirjam Melchers          |
| 2001 | Leontien Zijlaard-van Moorsel | Anouska van der Zee           | Mariëlle van Scheppingen |
| 2002 | Leontien Zijlaard-van Moorsel | Loes Gunnewijk                | Vera Koedooder           |
| 2003 | Jolanda van Dongen            | Leontien Zijlaard-van Moorsel | Mirjam Melchers          |
| 2004 | Mirjam Melchers               | Loes Gunnewijk                | Loes Markerink           |
| 2005 | Suzanne de Goede              | Iris Slappendel               | Mirjam Melchers          |
| 2006 | Loes Gunnewijk                | Kirsten Wild                  | Iris Slappendel          |
| 2007 | Ellen van Dijk                | Regina Bruins                 | Mirjam Melchers          |
| 2008 | Mirjam Melchers               | Kirsten Wild                  | Loes Gunnewijk           |
| 2009 | Regina Bruins                 | Kirsten Wild                  | Ellen van Dijk           |
| 2010 | Marianne Vos                  | Regina Bruins                 | Kirsten Wild             |
| 2011 | Marianne Vos                  | Ellen van Dijk                | Loes Gunnewijk           |
| 2012 | Ellen van Dijk                | Annemiek van Vleuten          | Iris Slappendel          |
| 2013 | Ellen van Dijk                | Loes Gunnewijk                | Annemiek van Vleuten     |
| 2014 | Annemiek van Vleuten          | Ellen van Dijk                | Marianne Vos             |
| 2015 | Anna van der Breggen          | Ellen van Dijk                | Chantal Blaak            |
| 2016 | Annemiek van Vleuten          | Chantal Blaak                 | Roxane Knetemann         |
| 2017 | Annemiek van Vleuten          | Ellen van Dijk                | Anna van der Breggen     |
| 2018 | Ellen van Dijk                | Anna van der Breggen          | Lucinda Brand            |
| 2019 | Annemiek van Vleuten          | Ellen van Dijk                | Anna van der Breggen     |
| 2021 | Anna van der Breggen          | Ellen van Dijk                | Lucinda Brand            |
| 2022 | Ellen van Dijk                | Riejanne Markus               | Anouska Koster           |
| 2023 | Riejanne Markus               | Demi Vollering                | Annemiek van Vleuten     |
| 2024 | Riejanne Markus               | Lieke Nooijen                 | Demi Vollering           |
| 2025 | Mischa Bredewold              | Riejanne Markus               | Lieke Nooijen            |